# Paragem de Vale de Rãs
A Paragem de Vale de Rãs foi uma gare do Ramal de Moura, que servia a zona do Monte de Vale de Rãs, no Município de Moura, em Portugal.

## História
Esta interface situava-se no troço do Ramal de Moura entre as Estações de Pias e Moura, que entrou ao serviço em 27 de Dezembro de 1902.
O Ramal de Moura foi encerrado pela empresa Caminhos de Ferro Portugueses em 2 de Janeiro de 1990.
Em 2021, estava planeada a reconversão do antigo lanço do ramal entre os PK 203+975 e o PK 212+582 numa ecopista.